# Український католицький собор св. Йосафата (Парма, Огайо)
Український католицький собор св. Йосафата — це український католицький собор, розташований у Парма, штат Огайо, США. Собор виріс з парафіяльної школи, відкритої в 1951 році. Будівництво собору розпочалося в 1982 році, завершено у 1985 році. Він був присвячений тисячолітній річниці приходу християнства в Україні (1988).
Собор є резиденцією для Української Католицької Єпархії Святого Йосафата в Пармі, яка була заснована в 1983 році під час будівництва будівлі.
Єпископ - Богдан (Данило) (з 4 листопада 2014 року).